# Imerinaea madagascarica
Imerinaea madagascarica är en orkidéart som beskrevs av Rudolf Schlechter. Imerinaea madagascarica ingår i släktet Imerinaea och familjen orkidéer. Inga underarter finns listade i Catalogue of Life.